# 口腔医学
口腔医学或口腔科是一门與口腔有關的学科和門診，涉及複雜的口腔健康护理，包括口腔和颌面部的诊断和治療。口腔科医生在诊断和口腔粘膜异常等疾病時要接受额外的专业培训和實踐操作。